# Parc national de Kotýchi-Strofyliá
Le parc national des zones humides de Kotýchi-Strofyliá (en grec moderne : Εθνικό Πάρκο υγροτόπων Κοτυχίου Στροφυλιάς) est un parc national de Grèce situé à la pointe nord-ouest du Péloponnèse. Créé en 2009, il constitue la plus importante forêt de Pins parasols du pays et l'une des plus importantes d'Europe,.

## Géographie

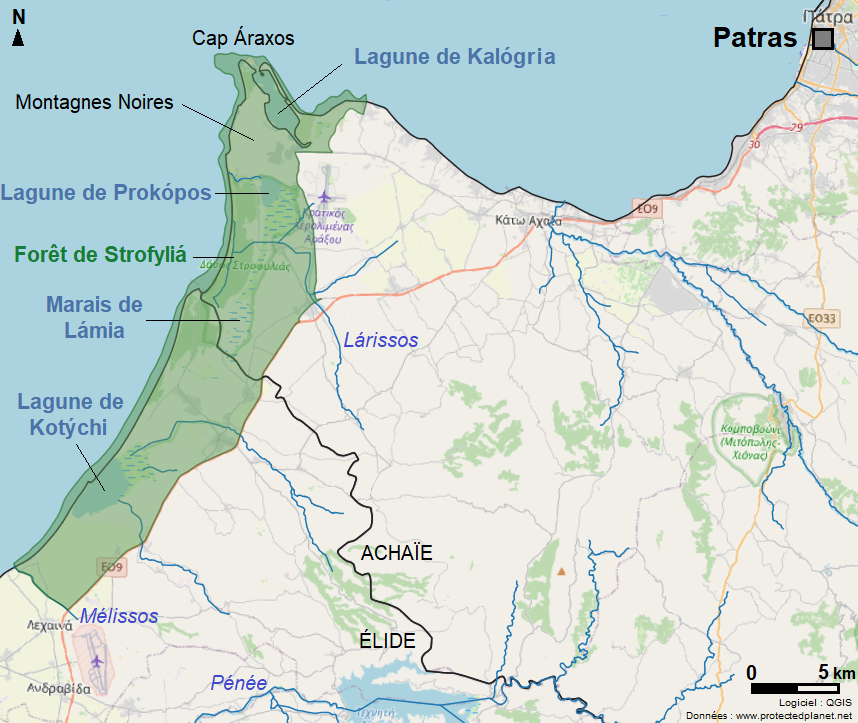
Emprise du parc national de Kotýchi-Strofyliá en vert et principaux éléments naturels le composant

Le parc national des zones humides de Kotýchi-Strofyliá s'étend à l'extrême nord-ouest du Péloponnèse, du cap Áraxos au nord jusqu'à l'embouchure du fleuve Mélissos environ 30 km au sud. Longeant la mer Ionienne, l'emprise de la zone protégée n'excède guère 5 km d'est en ouest.
Administrativement, la zone s'étire sur deux districts régionaux de la Grèce-Occidentale : au nord celui d'Achaïe avec le dème d'Achaïe-Occidentale et au sud celui d'Élide avec le dème d'Andravída-Kyllíni. Patras, troisième ville de Grèce, se situe à un peu plus de 25 km à vol d'oiseau. 
Bien qu'étroit et relativement peu étendu, le parc national comprend une variété importante d'habitats, :
- la forêt de Strofyliá couvre environ 2 000 ha[5] entre, d'un côté, les dunes de la mer Ionienne et de l'autre, les lagunes et espaces agricoles. Parcourue du nord au sud par un canal, cette vaste étendue forestière est parsemée de mares et de petits étangs.
- plusieurs lagunes composent les zones humides du parc national, les principales étant la lagune de Kotýchi (en) (750 ha), de Prokópos (el) (450 ha) et de Kalógria (el) (450 ha, aussi appelée lagune du Pape ou d'Áraxos). La première, composée d'eaux saumâtres peu profondes (30 – 40 cm jusqu'à 1 m), est alimentée par huit petits cours d'eau et par les précipitations. Bénéficiant d'une large ouverture sur la mer Ionienne, c'est actuellement la plus grande lagune du Péloponnèse et l'une des principales en Grèce pour la production piscicole avec plus de 63 tonnes de poissons par an en 2010[6]. La deuxième allie eaux saumâtres et eaux douces grâce à son principal affluent et émissaire, le fleuve Lárissos (en).
- le marais de Lámia (450 ha) présente une étendue d'eau douce recouverte de végétation aquatique et herbacée. Il est relié à la mer par le long canal et communique épisodiquement avec la lagune de Prokópos à l'occasion d'importantes précipitations. Sa profondeur, largement dépendante des variations saisonnières, fluctue entre 5 et 60 cm.
- les montagnes Noires (el) sont des collines calcaires atteignant 240 m de haut situées entre le cap Áraxos et la lagune de Prokópos. À leur extrémité sud-est se trouve le site archéologique de Tíchos Dyméon, une forteresse stratégique occupée du Néolithique jusqu'à la Seconde Guerre mondiale.
- le long de la forêt de Strofyliá, un cordon dunaire forme un écosystème de transition entre la plage et la partie boisée. Au nord du parc, entre le Lárissos et les montagnes Noires, s'élèvent des dunes atteignant 10 m de hauteur.

## Protection
En 1975, les lagunes de Kotýchi ont été inscrites sur la liste des zones humides d'importance internationale relative à la convention de Ramsar de 1971. Le réseau Natura 2000 reconnait également la valeur patrimoniale de la région à travers l’inclusion sur la liste des zones de protection spéciale (ZPS) pour les oiseaux et la liste des zones spéciales de conservation (ZSC) des habitats naturels. Enfin, le parc figure à l'inventaire des zones importantes pour la conservation des oiseaux de l'ONG Birdlife International.
En 1990, la pression anthropique, liée notamment au développement urbain et à l'irrigation, a conduit la Grèce à demander le classement de la zone dans le Registre de Montreux de la convention de Ramsar,. Depuis les années 1970, l'altération de l'écosystème de la lagune de Kotýchi résulte pour partie des eaux de drainage des canaux de la plaine du Pénée. Ces aménagements tendent à favoriser la diminution du taux de salinité et du niveau des eaux, paramètres conduisant à l'eutrophisation de la lagune. A la fin des années 1980, des travaux de restauration des milieux naturels ont permis d'atténuer quelque peu les préjudices écologiques des décennies précédentes, mais l'équilibre environnemental demeure précaire. Le lac de Kalógria, intensément exploité pour la production piscicole, a connu plusieurs épisodes de pollution ayant entraîné une mortalité de masse des espèces aquatiques. Outre la gestion de la ressource en eau et la pollution, la pression touristique, le braconnage et les feux de forêt figurent parmi les principales menaces. Les phénomènes naturels d'érosion et de progradation, particulièrement importants au cap Áraxos, sont également surveillés.  
Le parc est confié à l'Organisme de gestion des zones humides de Kotýchi-Strofyliá (Φορέας Διαχείρισης Υγροτόπων Κοτυχίου –  Στροφυλιάς), entité à statut privé située à Lápas (el) et créée sur décision ministérielle en 2002.

## Faune
Le parc forme, avec les lagunes de Missolonghi sur la rive nord du golfe de Patras, un complexe de zones humides majeur sur les routes migratoires de nombreux oiseaux. Selon l'organisme de gestion du parc national, 263 espèces d'oiseaux ont été recensées, dont plusieurs sont quasi menacées selon la liste rouge de l'UICN, comme la Barge à queue noire (Limosa limosa), le Bécasseau cocorli (Calidris ferruginea), le Courlis cendré (Numenius arquata), le Vanneau huppé (Vanellus vanellus), le Busard pâle (Circus macrourus), le Faucon kobez (Falco vespertinus), le Pipit farlouse (Anthus pratensis) et le Fuligule nyroca (Aythya nyroca). Le Fuligule milouin (Aythya ferina) et l'Aigle criard (Clanga clanga) figurent eux parmi les espèces considérées comme menacées par l'UICN,.
Des 8 espèces d'amphibiens à l'inventaire du parc, deux sont endémiques de la Grèce et de l'Albanie : la Grenouille verte des Balkans (Pelophylax kurtmuelleri) et la Grenouille épirote (Pelophylax epeiroticus), cette dernière étant définie comme menacée par l'UICN.  
Au sein de la zone protégée ont également été observées 26 espèces de reptiles, dont plusieurs sont notables,, : 
- l'Orvet doré (Anguis cephallonica), endémique du Péloponnèse et des îles Ioniennes quasi menacée selon l'UICN ;
- l'Orvet grec (Anguis graeca), endémique de la Grèce, de l'Albanie et de la Macédoine du Nord ;
- la Tortue d'Hermann (Testudo hermanni) et la Cistude (Emys orbicularis), deux espèces de tortues quasi menacées ;
- la Tortue bordée (Testudo marginata), endémique de la Grèce et de l'Albanie ;
- la Caouanne (Caretta caretta), tortue marine menacée qui a fait des plages du parc national l'un de ses lieux de ponte[3],[23] ;
- une espèce de saurien (Algyroides moreoticus) endémique du Péloponnèse et des îles Ioniennes ;
- la Couleuvre à quatre raies (Elaphe quatuorlineata), espèce quasi menacée appréciant les milieux humides et ombragés.

Chez les invertébrés, de récents relevés scientifiques ont témoigné de l'existence d'une espèce de demoiselle rouge (Ceriagrion georgifreyi (en)) inscrite par l'IUCN sur la liste des espèces menacées. Selon les autorités de gestion du parc, 23 espèces de mammifères complètent l'inventaire de la faune locale, dont la Loutre d'Europe (Lutra lutra) et le Chacal doré (Canis aureus ssp. moreotica).

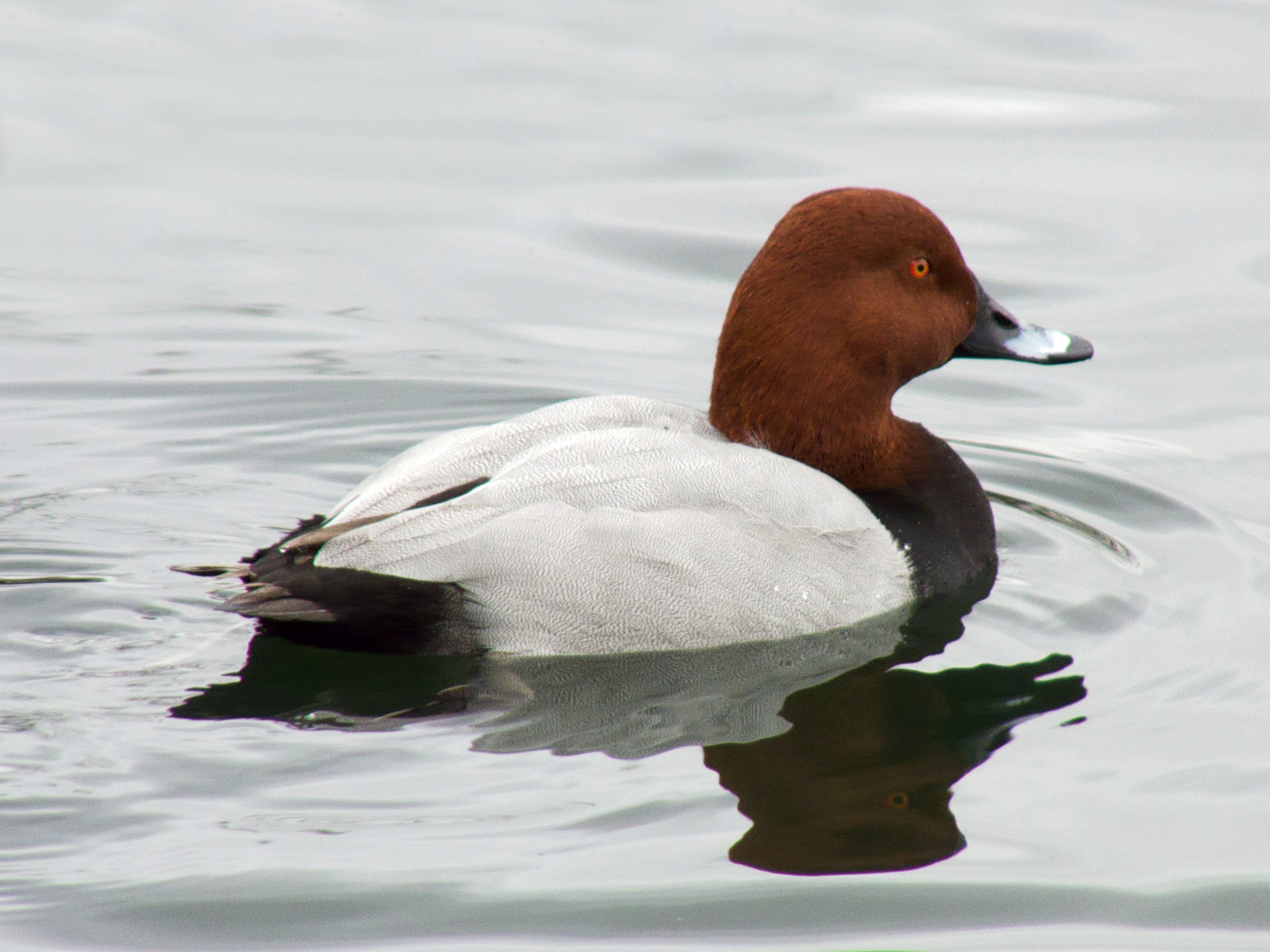
Fuligule milouin
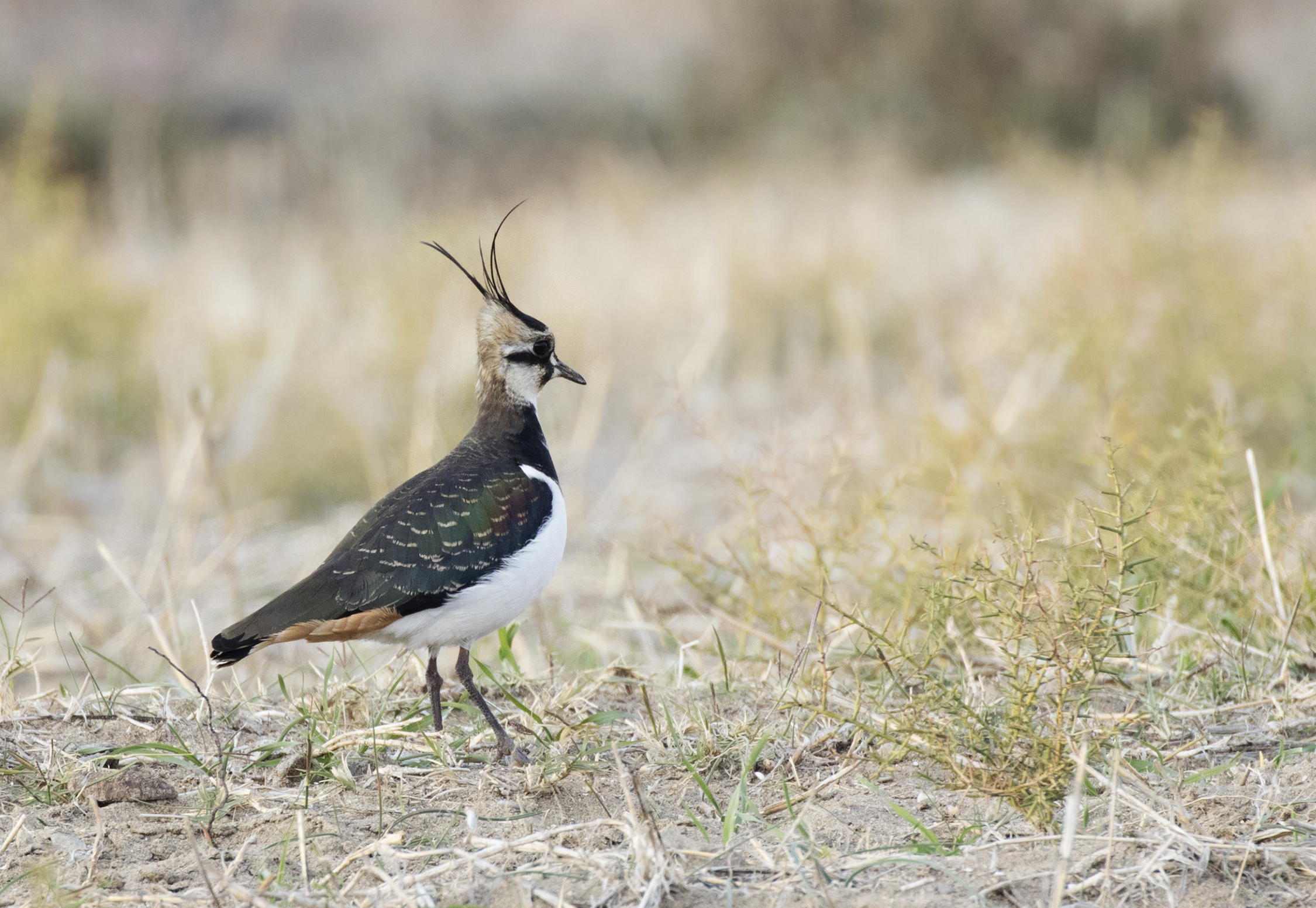
Vanneau huppé
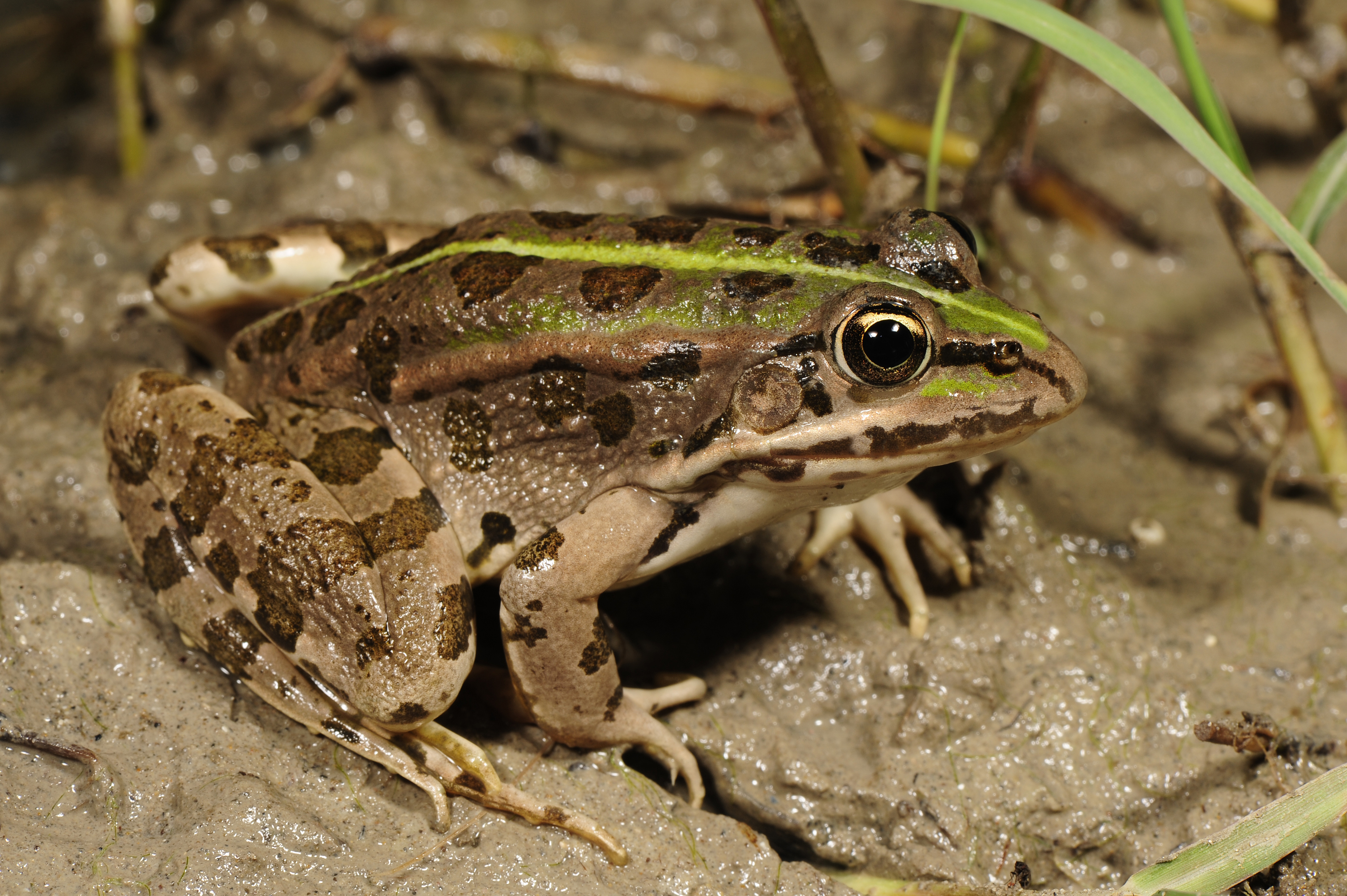
Grenouille épirote
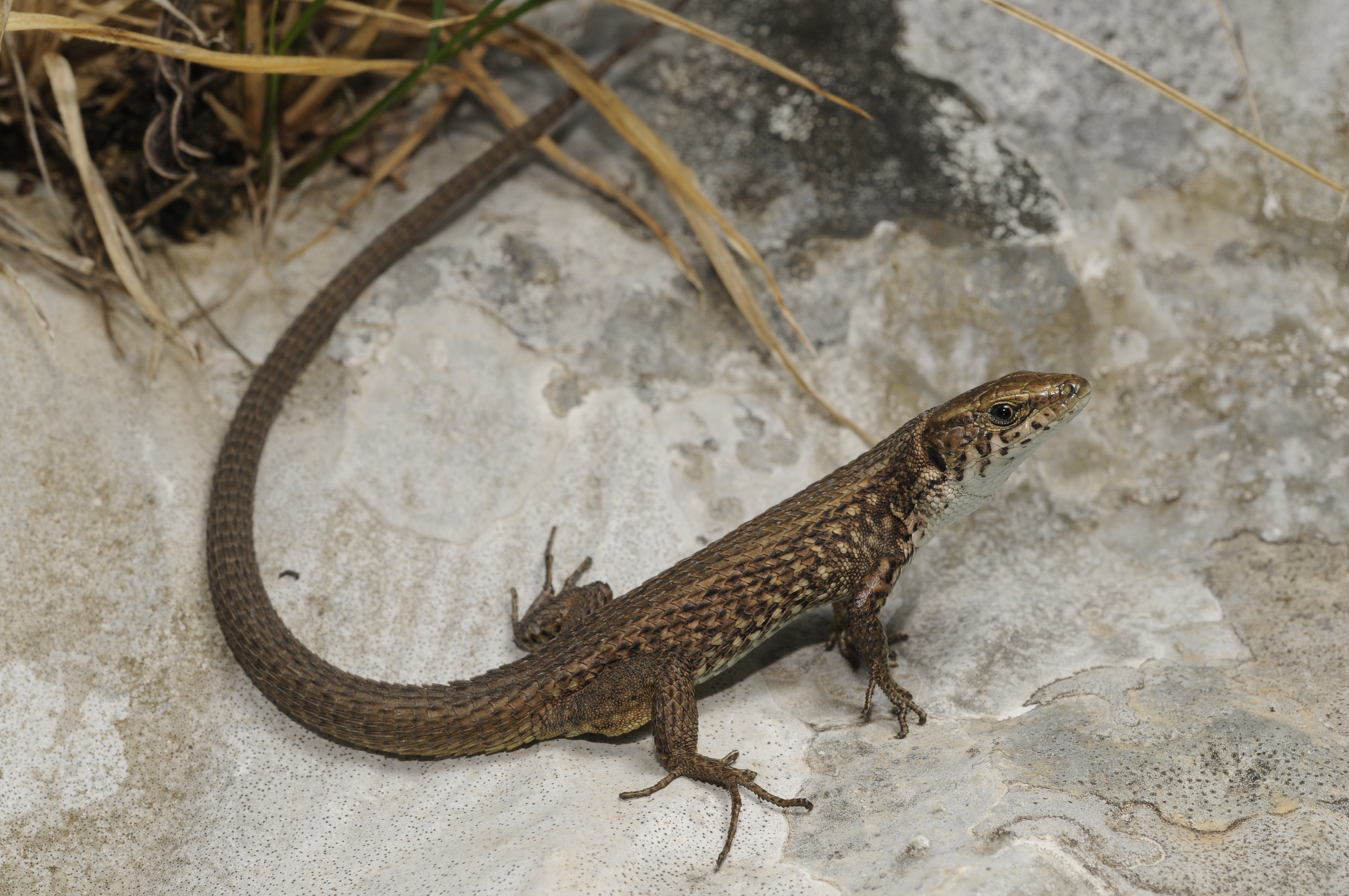
Algyroides moreoticus
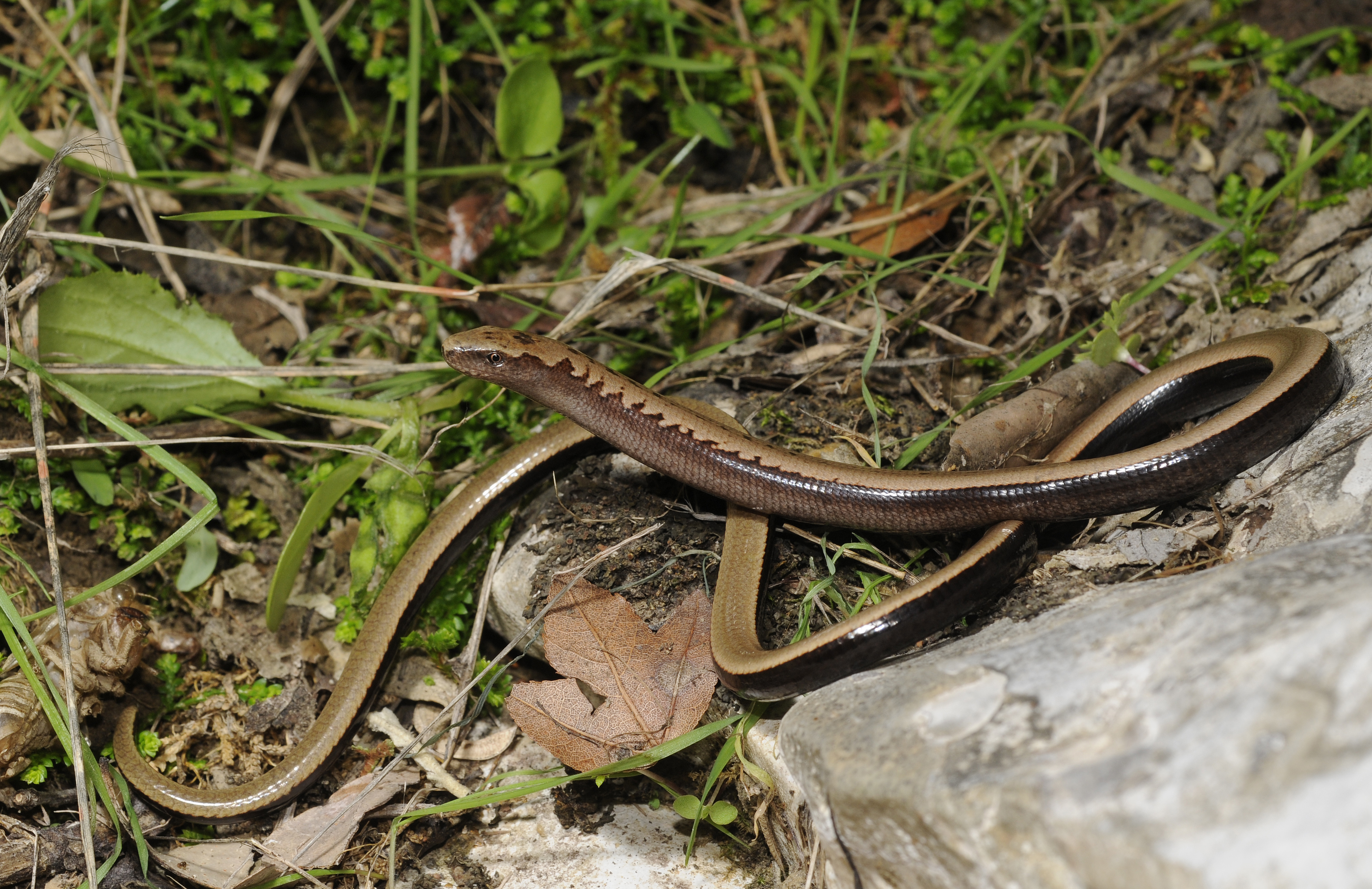
Anguis cephallonica

## Flore
La flore du parc comprend environ 500 espèces de plantes affectionnant particulièrement les zones humides, les sols saumâtres, les milieux dunaires et espaces côtiers méditerranéens. L'importante forêt de Pins parasols (Pinus pinea) de Strofyliá représente près de 80 % de la distribution de cette essence en Grèce. Les scientifiques constatent toutefois la colonisation progressive du Pin d'Alep (Pinus halepensis), à la régénération naturelle rapide, au détriment du Pin parasol,. Une sous-espèce de chêne velani (Quercus ithaburensis ssp. macrolepis), qui couvre environ 4 % de la surface de la forêt de Strofyliá, est majoritairement observable à l'intérieur des terres, dans la relative continuité des deux essences de pins . 
Au nord du parc, dans les escarpements des montagnes Noires, pousse une espèce de centaurées (Centaurea niederi) endémique de la Grèce-Occidentale et menacée. Un projet de plantation de Centaurea niederi mené par le Conservatoire botanique national de Brest a été initié en 2011 sur le site d'une ancienne carrière des montagnes Noires en voie de renaturation. On rencontre également au sein du parc une espèce de colchiques (Colchicum parlatoris (en)) et de statices (Limonium brevipetiolatum) ne poussant nulle part ailleurs dans le monde que dans le Péloponnèse et certaines îles Ioniennes. Autre plante notable, Petrorhagia graminea est une espèce d'œillets endémique de Grèce observée dans le parc.
D'autres espèces rares en Grèce sont également protégées, comme le Lis maritime (Pancratium maritimum), la Malcolmie naine (Malcolmia nana) et Halocnemum strobilaceum (en), une espèce de salicornes aux surprenantes teintes rouges qui parsème les berges de la lagune de Prokópos.

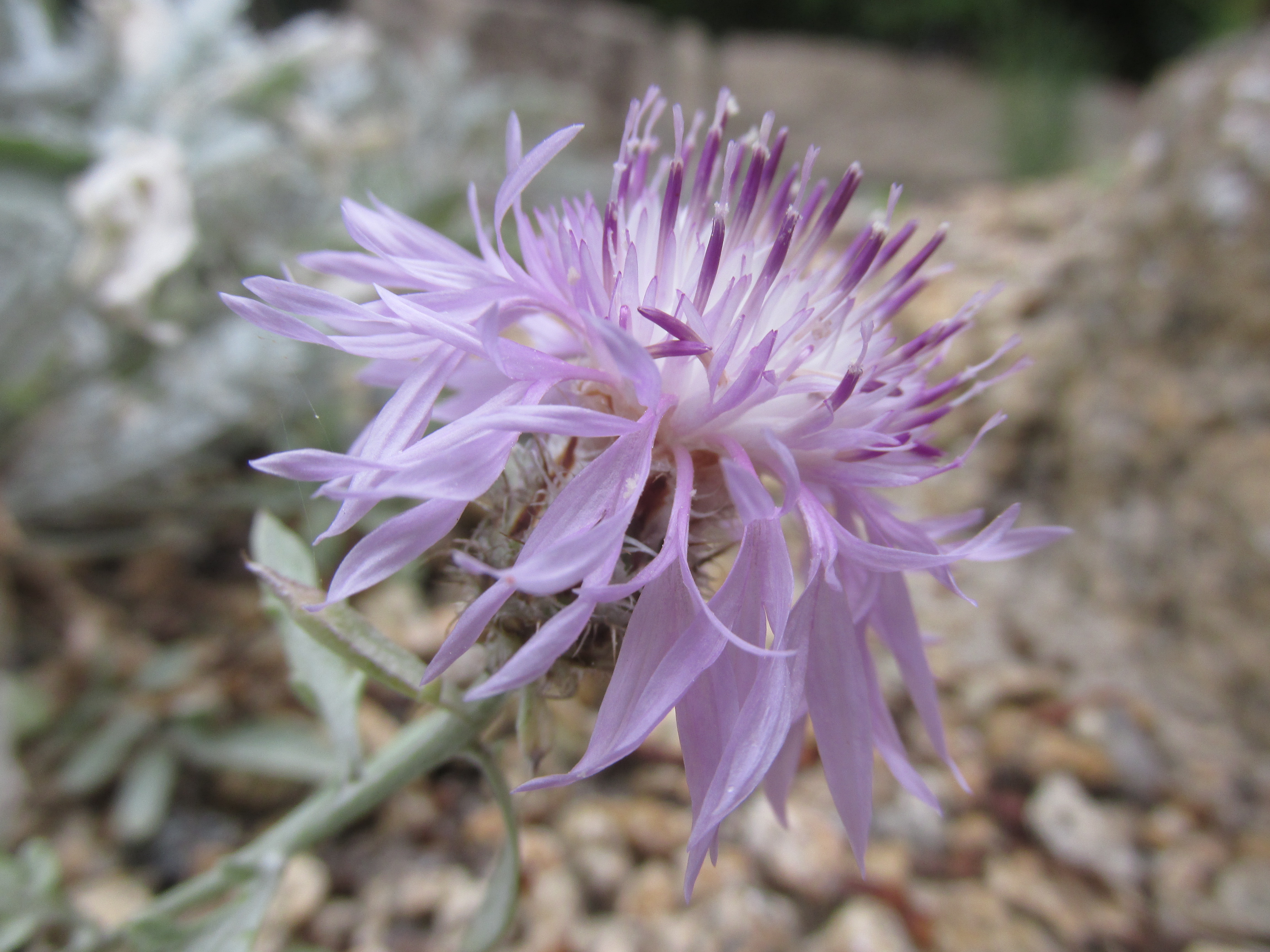
Centaurea niederi
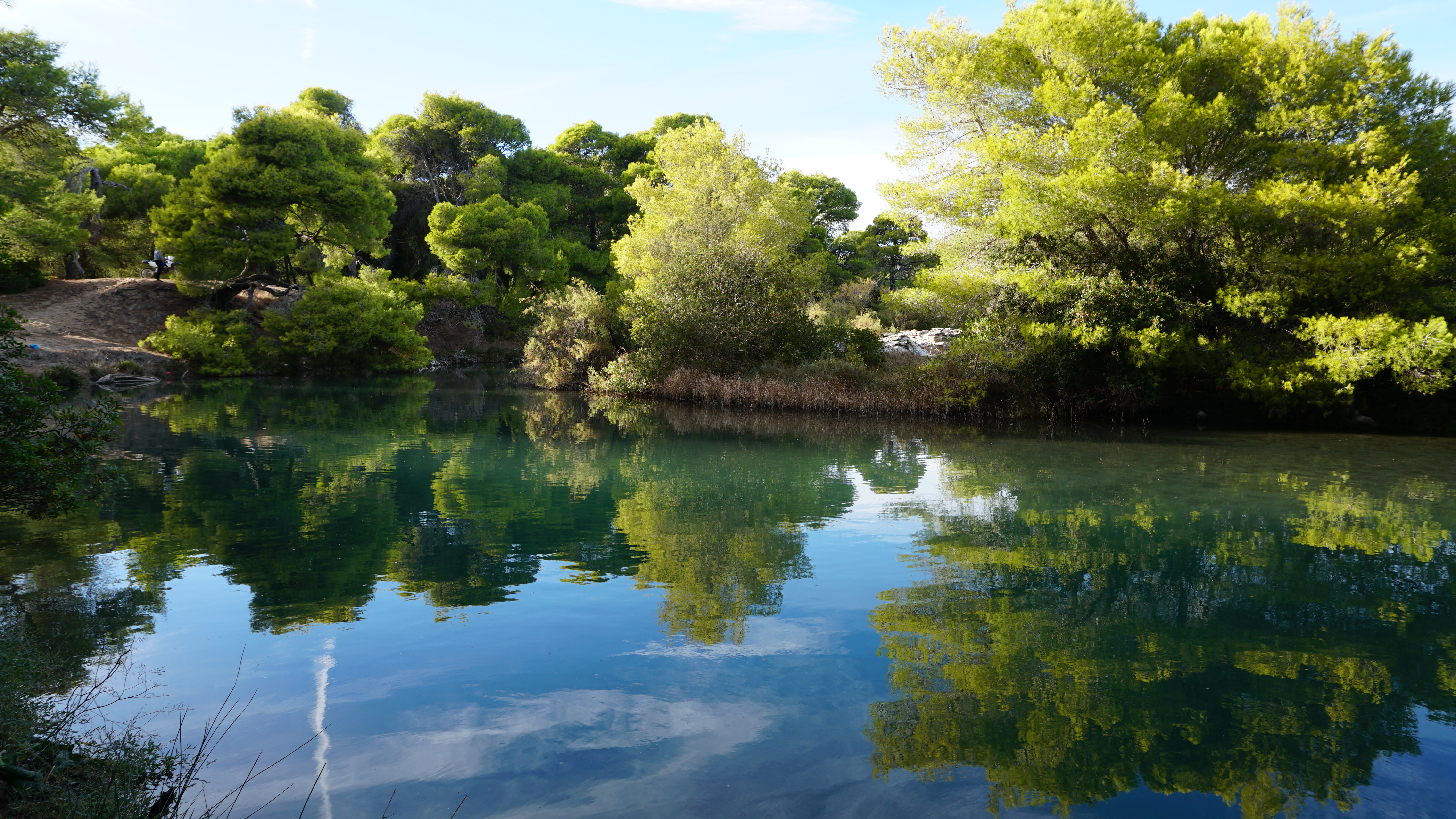
Étang au milieu de la forêt de Strofyliá
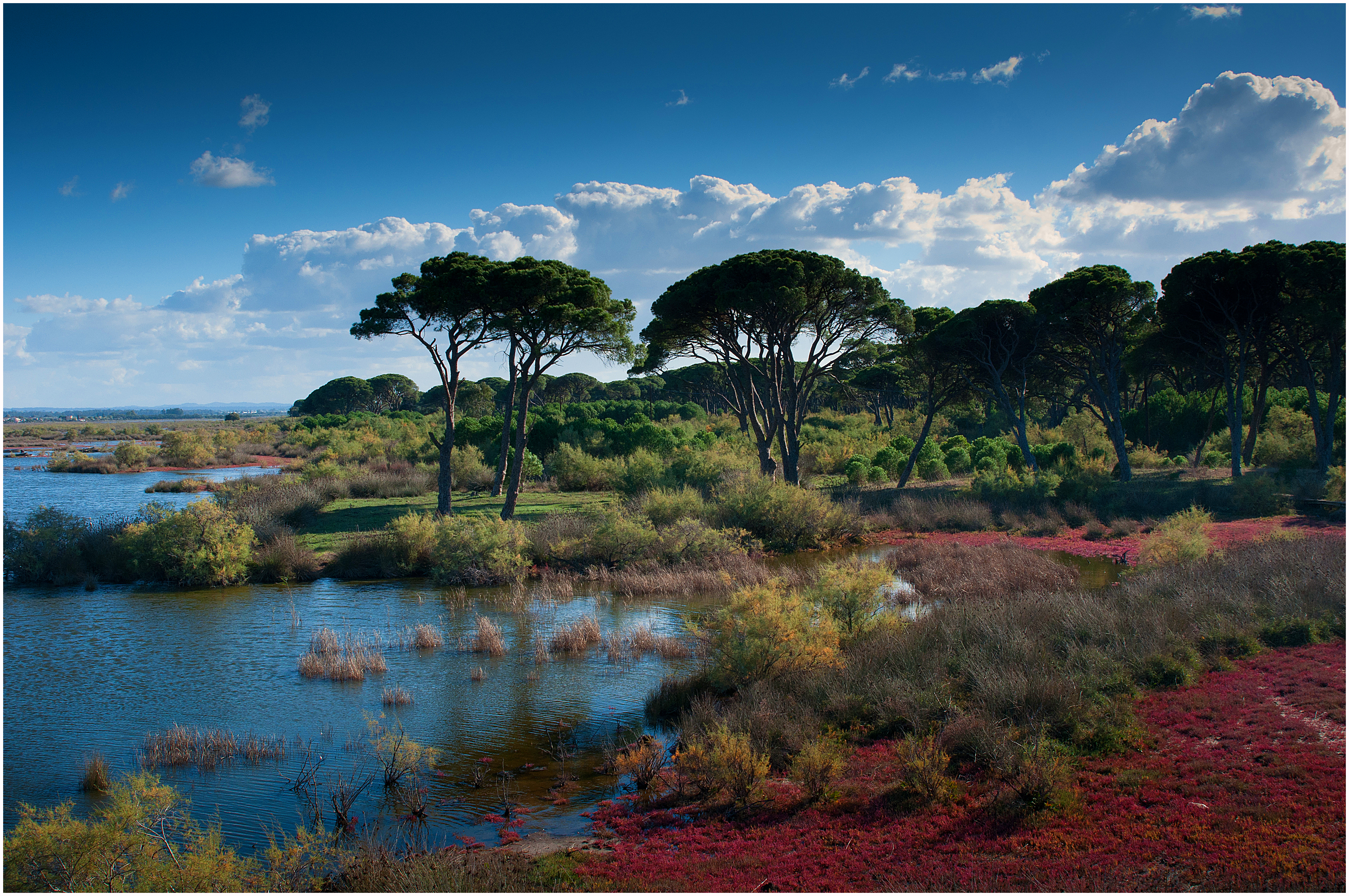
Pins parasols et berges de la lagune de Prokópos recouvertes de Halocnemum strobilaceum
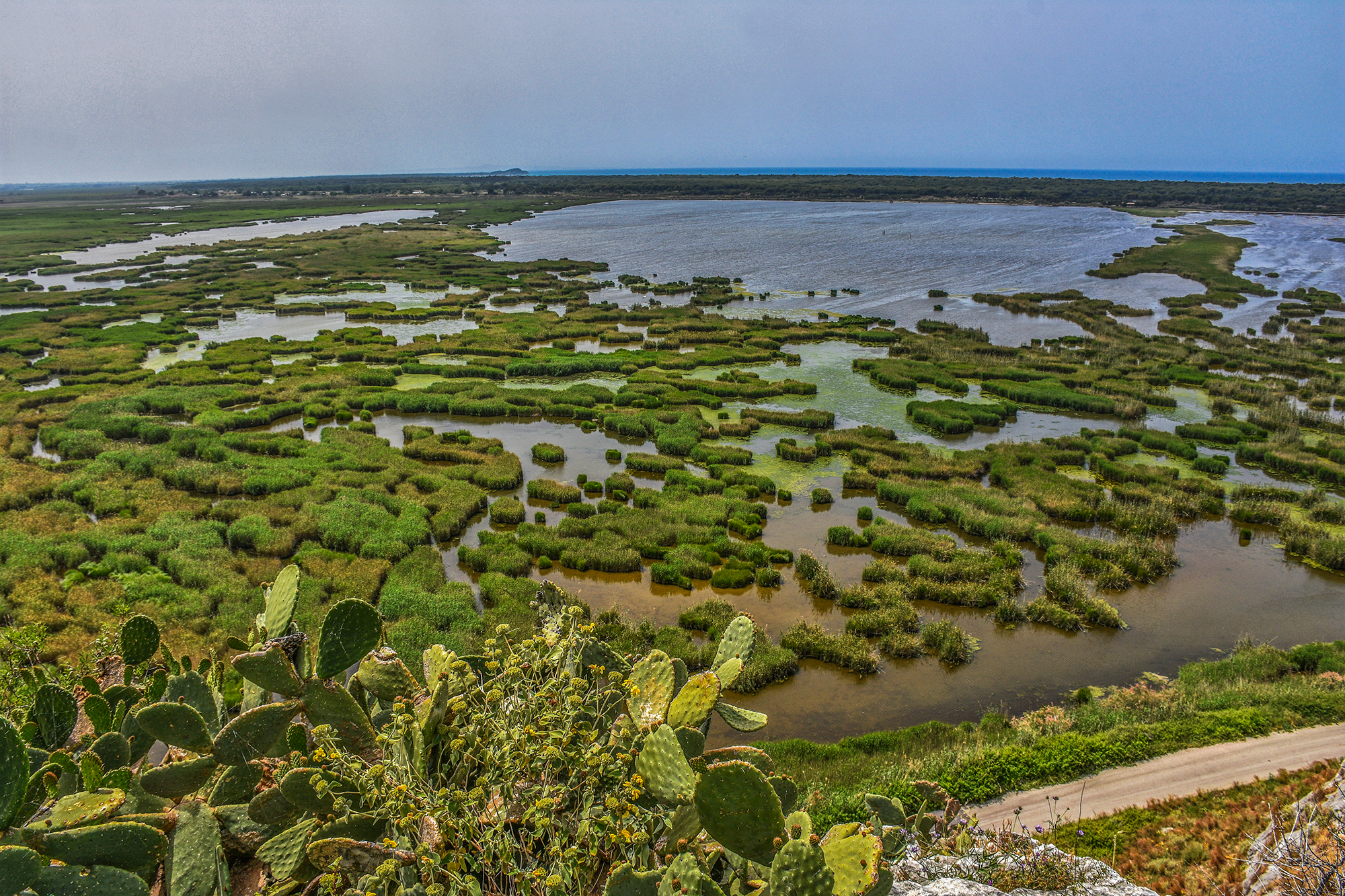
Lagune de Prokópos

### Publications sur des espèces dans le parc

#### Faune
- (en) Christian Koppitz, « Are Anguis graeca (Bedriaga, 1881) and Anguis cephallonica Werner, 1894, sympatric in the lowlands of southern Laconia? », Herpetozoa, vol. 30, nos 3/4,‎ 2018, p. 223-225 (ISSN 1013-4425, lire en ligne).
- (en) Christiaan Hoogendoorn, Monitoring and management plan for amphibian populations in the Kotyhi-Strofylia wetlands, Thesis commissioned by Van Hall Larenstein University of applied sciences, EPMAC Europe and the managing body of the Kotyhi – Strofylia wetlands, 2017, 62 p. (lire en ligne).
- (en) Ioannis Ioannidis et Konrad Mebert, « Habitat preferences of Natrix tessellata at Strofylia, Northwestern Peloponnese, and comparison to syntopic N. natrix », Mertensiella, vol. 18,‎ 2011, p. 302-310 (ISSN 0934-6643, lire en ligne).
- (en) Ioannis Ioannidis, Giorgos Chiras et Niki Kardakari, « Comparison of reptile communities in three types of thermophilous Mediterranean forest in southern Greece », Journal of Natural History, vol. 42, no 5,‎ 2008, p. 421-433 (ISSN 0022-2933, lire en ligne).

#### Flore
- (en) Sofia Spanou, Τiniakou Αrgyro, Vasilios Nikolaidis et Theodoros Georgiadis, « Comparative study of protected areas in Greece: The case-study of three littoral Pinus pinea (stone pine) forests », Fresenius Environmental Bulletin, vol. 16, no 11a,‎ 2007, p. 1335-1344 (ISSN 1018-4619, lire en ligne).